# 口白人生
《奇幻人生》（英語：Stranger than Fiction）是一部2006年的美國喜劇電影，由馬克·福斯特執導，劇本由柴克·海姆（Zach Helm）編寫，演員包括威爾·法洛、瑪姬·賈倫荷、皇后·拉蒂法、艾瑪·湯普遜和琳達·杭特。電影在美國和台灣等地區是由哥倫比亞影業發行。本片大部分的場景是在美國伊利諾州芝加哥拍攝。故事講述美國國稅局查稅員哈洛·克里過著平凡規律的生活，直至某天忽然開始聽見一個女性聲音以小說獨白的方式，精準的描述他的日常舉動與事件，也促使哈洛為了改變自己的命運而展開行動。
電影於2006年11月10日在美國上映，媒體與影評界給予本片正面為主的評價，影評家們主要稱讚電影的主題、幽默感、創新且富智慧的故事，還有威爾·法洛的演出表現。但也有部分評論將該片和《楚門的世界》相互比較。

## 劇情
哈洛·克里（Harold Crick，威爾·法洛飾）是一名在美國國稅局工作的查稅員，過著非常平凡規律但孤獨的日常生活。某一天早晨，哈洛被自己的天美時（Timex）Ironman T56371型手錶叫醒，在刷牙時突然發現自己能夠聽到一個女人的聲音，這個聲音精準的描述了他生活中每一件事情、動作，和他每一個想法，而且非常精準，用詞優美，但哈洛深受這個聲音的困擾。在上班時，哈洛被分配到多度欠稅的糕點烘焙師安娜·貝斯卡（Ana Pascal，瑪姬·賈倫荷飾）的店內查稅，哈洛一見到安娜就開始喜歡上她，而那個女人的聲音也在當時完全說中哈洛的想法。當哈洛離開糕點店時，他的手錶突然故障，於是他向一旁行人詢問現在的時間，就在這個時候，哈洛聽到那個聲音宣告他即將死亡。
哈洛陷入極度的緊張和焦慮，因此他去向心理醫生求診，但心理醫生最後卻推薦他去找一位文學專家—朱利斯·希柏特（Jules Hilbert，達斯汀·霍夫曼飾）。朱利斯起先對哈洛講述的經歷不以為然，然而他對哈洛提及的全知視角旁白的敘述產生興趣，轉而同意幫助哈洛，深入辨識這個旁白講述哈洛的故事究竟會是喜劇或是悲劇收場。
當哈洛登門拜訪安娜時，他對她產生了興趣，但是當他因為可能被視為賄賂、無意中拒絕了安娜親手做成禮物的餅乾時，他認為這表明他陷入了悲劇。希柏特建議哈洛先嘗試待在家裡度過什麼都不做的一天，沒想到當天因為一個拆遷工程團隊搞錯施工的地點，導致哈洛的住處客廳被誤拆。朱利斯透過哈洛轉述得知此事，將這樣一個不可能發生的事件作為哈洛不再能控制自己生活的證據，並建議他享受剩下的時間，接受命運與旁白的安排。哈洛開始著手改變自己的生活，不但買下一隻芬達樂器公司品牌的電吉他和報名吉他課程，真正實踐以往殷切盼望卻未能付諸行動的學習吉他的心願，他還搬去同事戴夫的住處，和安娜開始約會，他不再固守自己舊有的生活圈，逐步建立人際關係，生活變得多采多姿，這讓他重新評估自己的故事將會是以喜劇作收。
某一天，哈洛與朱利斯相約會談，當他在朱利斯的辦公室裡的電視上，發現一直在他腦海中旁白的聲音，其實是來自正在參加訪談節目的作家凱倫·艾菲爾（Karen Eiffel，艾瑪·湯普遜飾），而凱倫正在節目中暢談她的正在撰寫中的新書—《死亡與賦稅》（Death and Taxes），作為凱倫書迷的朱利斯向哈洛透露，凱倫的作品向來以主角死去的悲劇收場聞名文壇。另一方面，陷入創作瓶頸的凱倫，正為如何著手設計主角哈洛·克里的悲劇結局掙扎不已，但後來有了突破並重新開始寫作。哈洛認為這本書就是在講述自己的故事，因此他立刻動身，希望尋找到凱倫，阻止她將小說中的主角（也就是哈洛自己）殺死。
當哈洛親自致電給凱倫，準確地向後者講述她的作品內容時，凱倫為此感到驚訝不已，於是雙方相約會面懇談此事。凱倫說明她已經概述了結論，但尚未完整寫進作品裡。凱倫的助手潘妮建議哈洛閱讀作品大綱，但是哈洛無法讓自己這樣做，轉而將它交給了朱利斯。朱利斯認為凱倫的傑作與哈洛的死密不可分，不但安慰哈洛死亡是不可避免的，還表示這種死亡將具有更深的意義。哈洛閱讀過作品大綱，將其交還給凱倫，告訴後者她為他寫的死亡結局是美麗的，他也願意接受這個結局，為了迎接即將來臨的死亡，哈洛處理完工作上的差事，與安娜共度最後一晚。翌日早上，當凱倫繼續寫作和敘述時，哈洛再次開始了他的日常工作。她透露，當哈洛重新設置手錶時，旁觀者的時間快了三分鐘，這意味著哈洛提早抵達了公共汽車站。當哈洛發現一個騎自行車的男孩跌倒在公共汽車的前方時，為了營救那名男孩而被公共汽車撞倒。然而，凱倫因為她無意中講述了真實的人死亡而受到心理創傷，無法讓自己完成宣布他死亡的結尾語句。
哈洛在醫院醒來，獲知他因為手錶上的彈片毀於這場交通事故、阻塞了他的尺動脈，使他免於流血致死。凱倫向朱利斯提出修改後的結局後，朱利斯發現新的結局削減這本書的出彩程度，凱倫回覆道，這本書是關於一個不知道自己會死的人，但倘若哈洛知道並接受他的命運，那麼他就是那種值得活下去的人。凱倫的旁白以一段哈洛重新煥發活力的生活蒙太奇作結，故事最後顯示凱倫在書頁末註明的結局：「一隻破損的手錶挽救了他的生命」。

## 角色
| 角色                           | 演員                             | 角色背景 |
| ------------------------------ | -------------------------------- | --- |
| 哈洛·克里（Harold Crick）      | 威爾·法洛                        | 本作男主角，美國國稅局的查稅員，某天開始發現自己的人生出現旁白的聲音，而且那個聲音宣告他即將邁向死亡，而這樣的狀況改變了他的整個人生。 |
| 凱倫·艾菲爾（Karen Eiffel）    | 艾瑪·湯普遜                      | 知名女性作家，也是哈洛人生旁白的聲音來源。她落筆寫下的內容，影響著哈洛的生活。                                                         |
| 朱利斯·希柏特（Jules Hilbert） | 德斯汀·荷夫曼                    | 文學教授，他試著藉由分析哈洛的故事是悲劇或是喜劇，希望能幫助哈洛找出旁白聲音的來源。他也是凱倫·艾菲爾的書迷。                          |
| 潘妮·艾斯可（Penny Escher）    | 皇后·拉蒂法                      | 艾菲爾的助理，是由出版社所聘請，希望她能幫助艾菲爾準時完成小說。                                                                       |
| 安娜·貝斯卡（Ana Pascal）      | 瑪姬·賈倫荷（Maggie Gyllenhaal） | 糕點烘培師，曾就讀過哈佛大學法律系，卻對於烘培有著極大的興趣和熱忱，希望利用烘培來讓人們變得更快樂。                                   |
| 大衛（Dave）                   | 東尼·海爾（Tony Hale）           | 哈洛在國稅局的朋友，也是他唯一的朋友。在哈洛的家意外被誤拆後，大衛提供了公寓讓他借住。                                                 |

## 評價
《奇幻人生》在爛番茄根據174條影評人的評論，獲得73%的新鮮度，觀眾評比分數則是85%，網站影評家共同評價寫道：「一個有趣、異想天開的故事，描述一位辦公室職員試圖從敘事者的手裡，解救他的人生，《奇幻人生》以威爾·法洛的壓抑演出為特色，極大地促成古怪、令人費解的影響」。Metacritic則根據35條評論（29條好評、5條褒貶不一、1條差評），獲得加權平均分數67分，代表「普遍好評」。該片在IMDb的平均分數為7.6（滿分十分）。

## 獲獎與提名
- 2007年金球獎 - 音樂或喜劇類最佳男主角提名：威爾·法洛
- 国家评论协会最佳原创剧本奖
- 卫星奖最佳编剧、最佳男主角、最佳女主角（Maggie Gyllenhaal）、最佳女配角（Emma Thompson）四项提名

## 外部連結
- （英文）《口白人生》官方網站（页面存档备份，存于）
- （英文）互联网电影数据库（IMDb）上《口白人生》的资料（英文）
- （英文）爛番茄上《口白人生》的資料（英文）
- （英文）《口白人生》原聲帶相關資訊（页面存档备份，存于）
- （英文）《口白人生》達斯汀·霍夫曼的專訪
- （英文）Roger Ebert 撰寫的《口白人生》影評（页面存档备份，存于）
- （英文）在電影中出現的 Timex T56371 手錶（页面存档备份，存于）